# جون أشتون
جون أشتون (بالإنجليزية: Jon Ashton)‏ (4 أكتوبر 1982 في المملكة المتحدة - ) هو لاعب كرة قدم بريطاني في مركز الدفاع. شارك مع منتخب إنجلترا لكرة القدم C ‏. أما مع النوادي، فقد لعب مع أكسفورد يونايتد وروشدين ودايموندز وستيفيناغ بوروه وليستر سيتي ونادي كرولي تاون ونوتس كاونتي وغرايز أتلاتيك ‏.

## وصلات خارجية
- جون أشتون على موقع قاعدة بيانات كرة القدم.إي يو (الإنجليزية)
- جون أشتون على موقع Soccerbase.com (لاعب) (الإنجليزية)
- جون أشتون على موقع Soccerbase.com (لاعب) (الإنجليزية)
- جون أشتون على موقع Soccerway.com (الإنجليزية)
- جون أشتون على موقع عالم كرة القدم.نت (الإنجليزية)